# Stojan Apostołow (kierowca)
Stojan Apostołow (bułg. Стоян Апостолов, ur. 3 marca 1948) – bułgarski kierowca rajdowy i wyścigowy.

## Biografia
W latach 70. zadebiutował w rajdowych mistrzostwach Bułgarii. Początkowo rywalizował Trabantem oraz Ładą 2101, natomiast w 1979 roku rozpoczął starty Škodą 130 RS. W roku 1980 startem w Rajdzie Złote Piaski zadebiutował w mistrzostwach Europy oraz Pucharze Pokoju i Przyjaźni; zajął w tym rajdzie szesnaste miejsce. W 1981 roku zadebiutował w mistrzostwach świata, kiedy to wystartował w Rajdzie Akropolu. W sezonie 1982 był dziewiąty w zaliczanym do mistrzostw Europy rajdzie Hebros.
Jednocześnie w latach 80. skoncentrował się na startach samochodami wyścigowymi. W latach 1982–1989 uczestniczył w wyścigowym Pucharze Pokoju i Przyjaźni. Ścigał się również w Bułgarskiej Formule Easter, zostając mistrzem serii w 1987 roku.
W latach 90. Apostołow kontynuował karierę rajdową. W latach 1992–1994 rywalizował Volkswagenem Golfem GTi 16V, a następnie Fordem Sierrą RS Cosworth. W 1998 roku Bułgar zajął drugie miejsce w zaliczanym do mistrzostw Europy Rajdzie Interspeed, był również piąty w klasyfikacji rajdowych mistrzostw kraju. W 2000 roku zmienił pojazd na Hondę Civic i zajął dziewiąte miejsce w mistrzostwach Bułgarii. W 2004 roku ścigał się Fordem Escortem RS Cosworth, a następnie Hondą Civic Type-R i Subaru Imprezą WRX.

## Życie prywatne
Jego żona Elena, córki Gergana i Pawlina oraz wnuczka Sania pełniły funkcję jego pilotek.

## Wyniki
| Legenda oznaczeń w tabelach wyników Wyświetl szablon na nowej stronie | Legenda oznaczeń w tabelach wyników Wyświetl szablon na nowej stronie                                                                     |
| Oznaczenie                                                            | Wyjaśnienie |
| --------------------------------------------------------------------- | --- |
| Złoty                                                                 | Zwycięzca lub mistrzostwo |
| Srebrny                                                               | 2. miejsce lub wicemistrzostwo |
| Brązowy                                                               | 3. miejsce lub II wicemistrzostwo |
| Zielony                                                               | Ukończył, punktował (w klasyfikacji generalnej, gdy zdobył co najmniej jeden punkt na przestrzeni sezonu, poza trzema powyższymi opcjami) |
| Niebieski                                                             | Ukończył, nie punktował (w klasyfikacji generalnej, gdy nie zdobył co najmniej jednego punktu na przestrzeni sezonu)                      |
| Czerwony                                                              | Nie zakwalifikował się (NZ) |
| Czerwony                                                              | Nie prekwalifikował się (NPK) |
| Różowy                                                                | Nie ukończył (NU) |
| Różowy                                                                | Niesklasyfikowany (NS) (w klasyfikacji generalnej, gdy nie został sklasyfikowany w żadnym wyścigu sezonu)                                 |
| Czarny                                                                | Zdyskwalifikowany (DK) |
| Czarny                                                                | Wykluczony (WYK/EX) |
| Biały                                                                 | Nie wystartował (NW) |
| Biały                                                                 | Kontuzjowany (K/INJ) |
| Biały                                                                 | Wyścig odwołany (OD/C) |
| Bez koloru                                                            | Został wycofany (WYC/WD) |
| Bez koloru                                                            | Nie przybył (NP/DNA) |
| Bez koloru                                                            | Nie brał udziału w treningach (NT/DNP) |
| Bez koloru                                                            | Nie został zgłoszony (–) |
| Pogrubienie                                                           | Start z pole position |
| Kursywa                                                               | Najszybsze okrążenie wyścigu |
| †                                                                     | Nie ukończył, ale jego rezultat został zaliczony ze względu na przejechanie więcej niż 90% dystansu wyścigu.                              |
| *                                                                     | Sezon w trakcie |
| 1/2/3                                                                 | Punktowana pozycja w sprincie kwalifikacyjnym                                                                                             |
| Lista systemów punktacji Formuły 1                                    | |

### WRC
| Sezon | Zespół           | Samochód           | 1     | 2     | 3     | 4     | 5     | 6      | 7     | 8     | 9     | 10    | 11    | 12    | 13 | 14 | 15 | 16 | Punkty | Miejsce |
| ----- | ---------------- | ------------------ | ----- | ----- | ----- | ----- | ----- | ------ | ----- | ----- | ----- | ----- | ----- | ----- | -- | -- | -- | -- | ------ | ------- |
| 1981  |                  | Škoda 130 RS       | MCO - | SWE - | POR - | KEN - | FRA - | GRE NU | ARG - | BRA - | FIN - | ITA - | CIV - | GBR - |    |    |    |    | 0      | -       |
| 2010  | Elena Rally Team | Honda Civic Type-R | -     | -     | -     | -     | -     | -      | NW    | -     | -     | -     | -     | -     | -  |    |    |    | 0      | -       |

### Puchar Pokoju i Przyjaźni
| Rok  | Samochód | Silnik | Wyniki w poszczególnych eliminacjach | Wyniki w poszczególnych eliminacjach | Wyniki w poszczególnych eliminacjach | Wyniki w poszczególnych eliminacjach | Wyniki w poszczególnych eliminacjach | Wyniki w poszczególnych eliminacjach | Pkt. | Msc. |
| ---- | -------- | ------ | ------------------------------------ | ------------------------------------ | ------------------------------------ | ------------------------------------ | ------------------------------------ | ------------------------------------ | ---- | ---- |
| 1982 |          |        | Polska                               |                                      |                                      | Czechosłowacja                       |                                      |                                      | 112  | 14   |
| 1982 | MTX 1-03 | Łada   | 17                                   | 19                                   | 19                                   | 17                                   | 15                                   |                                      | 112  | 14   |
| 1983 |          |        |                                      | Czechosłowacja                       |                                      | Polska                               |                                      |                                      | 56   | 18   |
| 1983 | MTX 1-03 | Łada   | 18                                   | 16                                   | -                                    | -                                    | -                                    |                                      | 56   | 18   |
| 1984 |          |        | Czechosłowacja                       | Polska                               |                                      |                                      |                                      |                                      | 70   | 22   |
| 1984 | MTX 1-03 | Łada   | -                                    | -                                    | -                                    | -                                    | 9                                    | 11                                   | 70   | 22   |
| 1987 |          |        | Polska                               |                                      |                                      |                                      |                                      |                                      | 38   | 26   |
| 1987 | MTX 1-03 | Łada   | 25                                   | 27                                   | -                                    | -                                    |                                      |                                      | 38   | 26   |
| 1988 |          |        | Czechosłowacja                       |                                      |                                      |                                      |                                      |                                      | ?    | ?    |
| 1988 | MTX 1-03 | Łada   | NU                                   | 9                                    | 14                                   | NU                                   |                                      |                                      | ?    | ?    |
| 1989 |          |        | Polska                               |                                      |                                      |                                      |                                      |                                      | 34   | 23   |
| 1989 |          |        | 11                                   | -                                    | -                                    | -                                    |                                      |                                      | 34   | 23   |

### Bułgarska Formuła Easter
| Rok  | Zespół        | Samochód | Silnik | Wyniki w poszczególnych eliminacjach | Wyniki w poszczególnych eliminacjach | Wyniki w poszczególnych eliminacjach | Wyniki w poszczególnych eliminacjach | Pkt. | Msc. |
| ---- | ------------- | -------- | ------ | ------------------------------------ | ------------------------------------ | ------------------------------------ | ------------------------------------ | ---- | ---- |
| 1987 |               |          |        |                                      |                                      |                                      |                                      | 40   | 1    |
| 1987 | SO MAT Burgas | MTX 1-03 | Łada   | -                                    | 1                                    | 1                                    |                                      | 40   | 1    |
| 1988 |               |          |        |                                      |                                      |                                      |                                      | 25   | 3    |
| 1988 | SO MAT Burgas | MTX 1-03 | Łada   | 7                                    | 2                                    | 4                                    |                                      | 25   | 3    |
| 1989 |               |          |        |                                      |                                      |                                      |                                      | 45   | 3    |
| 1989 | SO MAT Burgas |          |        | 2                                    | -                                    | 1                                    | 4                                    | 45   | 3    |